# Troitosende
Troitosende (llamada oficialmente Santa María de Troitosende) es una parroquia y aldea española del municipio de La Baña, en la provincia de La Coruña, Galicia.

## Entidades de población
Entidades de población que forman parte de la parroquia:
- Menlle de Abajo (Menlle de Abaixo)
- Menlle de Arriba
- Portochán
- Quintáns
- Troitosende
- Vilacoba (Vilacova)
- Vilela
- Bugalleira

## Demografía

### Parroquia
| Gráfica de evolución demográfica de Troitosende (parroquia) entre 2000 y 2022 |
|                                                                               |
| Datos según el nomenclátor publicado por el INE.                              |

### Aldea
| Gráfica de evolución demográfica de Troitosende (aldea) entre 2000 y 2018 |
|                                                                           |
| Datos según el nomenclátor publicado por el INE.                          |